# 高応寺
高応寺（こうおうじ）は、埼玉県三郷市にある日蓮宗の寺院。

## 歴史
1631年（寛永元年）、高橋甚左衛門の開基である。甚左衛門夫妻が田畑を寄進し、真応院日達を開山として招聘して寺を創建した。
当寺の本堂は東京都大田区羽田にあった庄屋の屋敷を移築したものである。前住職は立正大学名誉教授の三友健容である。健容はダライ・ラマ14世とも親交があり、ダライ・ラマから贈呈された仏舎利や仏像がある。

## 交通アクセス
- 三郷駅より徒歩9分。